# Постпродукција
Постпродукција је део процеса израде филма, видео продукције и фотографије. Постпродукција укључује све фазе продукције које настају након снимања или снимања појединих сегмената програма.
Традиционална (аналогна) постпродукција углавном је замењена софтвером за уређивање видео снимака који послују на основу нелинеарног система за обраду. 

## Музика
Технике које се користе у музичкој пост-продукцији укључују компоновање (састављање најбољих делова вишеструког дела у један супериорни снимак), такт и корекцију тона (можда квантизирањем ритма), и додавање ефеката. Овај поступак се обично назива мешањем и може укључивати изједначавање и прилагођавање нивоа сваке поједине нумере да би се осигурало оптимално звучно искуство  Супротно називу, постпродукција се може догодити у било ком тренутку током процеса снимања и продукције и нелинеарна је и неверверидна. 